# ميخائيل كيوزاك
ميخائيل كيوزاك (بالإنجليزية: Michael Cusack)‏ هو دراج أيرلندي، ولد في 22 سبتمبر 1955.